# 喜連川判鑑
「喜連川判鑑」（きつれがわはんかがみ）は、『続群書類従』巻112系図部7に収録されている、関東公方とその後身の古河公方および下野国喜連川藩主家喜連川家の系図。江戸時代初期に成立した。
旧名を「御判鑑」という。室町幕府将軍の足利尊氏と足利義詮および喜連川昭氏の承応2年（1653年）8月の通称の改称までの歴代関東公方、古河公方、喜連川家歴代当主の事跡および花押を掲載している。
元禄9年（1696年）5月、水戸藩彰考館により、喜連川氏家臣・二階堂貞政（主殿）の所持本が書写された。その写本は彰考館に保管され、後年の『続群書類従』執筆の際に使用される。なお、二階堂氏所持の原本が現存しているかについては不詳である。

## 国立国会図書館デジタルコレクション
- 古河市史編さん委員会 編「系図・過去帳」『古河市史』《資料 中世編》古河市、1981年3月31日。(要登録)
『群書類従』から転載したもの[2]
- 近藤瓶城 編『続史籍集覧』 18巻《喜連川判鑑，みよしき》、近藤活版所、1894年6月11日。